# PC9 Fietsroute Faubourg Minier
De PC9 Bergbau-Vorort-Radweg (PC9 Faubourg Minier) is een langeafstandsfietsroute (Piste Cycable) van het Luxemburgse nationale fietsroutenetwerk in Luxemburg. De route is een verbinding tussen de PC1 Centrum-Radweg en de PC6 Drei Länder-Radweg. Het traject is in twee richtingen bewegwijzerd. In Leudelange kan ook gekozen worden voor de PC10 François Faber.

## Aansluitingen met andere routes
- In Leudelange kan worden aangesloten op de PC1 Centrum-Radweg en op de PC10 François Faber.
- In Sanem kan worden aangesloten op de PC6 Drei Länder-Radweg.